# Suchowola
Pour les articles homonymes, voir Suchowola (homonymie).
Suchowola est une petite ville de Pologne située dans la voïvodie de Podlasie, dans le powiat de Sokółka. D'une superficie de 25,95 km2, Suchowola compte 2 278 habitants (2005), soit une densité de 88 habitants au km².
En 1775, l'astronome polonais Szymon Antoni Sobiekrajski publia un rapport où la ville de Suchowola est donnée comme le centre de l'Europe. Sa méthode utilisait les quatre points extrêmes de l'Europe et déterminait leur point d'intersection. Au point de coordonnées 53° 35′ N, 23° 06′ E se trouve un monument. Ce résultat est très étonnant car à l'époque, pour la plupart des savants, la Russie ne faisait pas partie de l'Europe. Ce n'est que sous le règne de Catherine II que les géographes Russes firent des cartes d'Europe l'intégrant.
De nombreuses routes touristiques traversent cette petite ville.
L'origine de Suchowola remonte au XVIe siècle. Un siècle plus tard le village obtient le titre de ville.

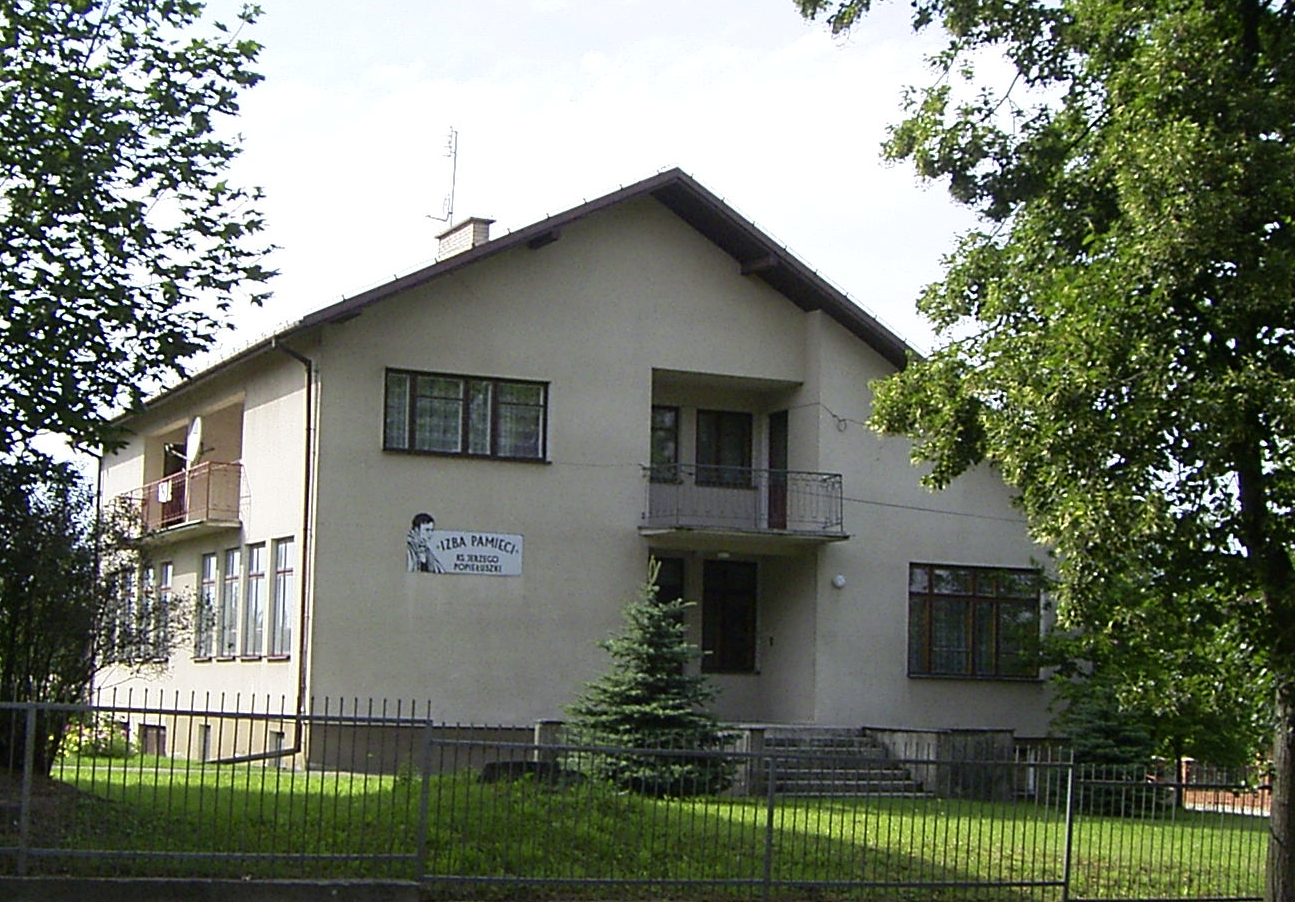
Maison de Jerzy Popieluszko à Suchowola

Le célèbre prêtre Jerzy Popieluszko, assassiné par le régime communiste dans les années 1980, est né à Suchowola.

## Personnalités liées à la ville
- Jadwiga Dzido, résistante polonaise, y est née.